# Auto Racing
Ne doit pas être confondu avec Mattel Auto Race.
Auto Racing (La Course automobile ou Course d'automobiles dans certaines versions destinées aux marchés francophones) est un jeu vidéo de course automobile développé par APh Technological Consulting et édité par Mattel Electronics, sorti en 1980 sur la console Intellivision,.
Le jeu a parfois été désigné par le titre USAC Auto Racing, dans la presse vidéoludique de l'époque, mais un tel partenariat avec l'United States Auto Club n'a jamais été finalisé, et le jeu jamais commercialisé sous ce nom-là.

## Système de jeu
Le jeu propose une série de courses automobiles, en vue de dessus, offrant une perspective aérienne de la piste. Le joueur contrôle une petite voiture et doit la conduire à travers différents circuits en évitant les obstacles présents au bord de la route (et le véhicule adverse dans le mode 2 joueurs). Au début de la partie, le joueur a le choix entre 5 voitures, aux caractéristiques différentes en termes de vitesse, accélération et maniabilité. Le véhicule blanc par exemple, a une vitesse de pointe de 55 mph, tandis que les voitures bleue et marron peuvent attendre les 90 mph. Dans le mode 1 joueur, le but est d'enchaîner une course de 5 tours sur 5 circuits de difficulté progressive, en un minimum de temps. En mode 2 joueurs, la course est interrompue lorsque l'un des joueurs distance son adversaire d'une largeur d'écran ; il marque alors 1 point et la course reprend au dernier point de contrôle franchi. Si le véhicule d'un des joueurs sort de la route et heurte un obstacle, il fait marquer 2 points à son adversaire. Le gagnant est le premier à atteindre le score de 50 points.

## Développement
La version initiale du jeu propose un système de commande « intuitif » : pour faire tourner la voiture vers la gauche de l'écran, quelle que soit sa position, il faut appuyer sur la gauche du disque de la manette. Mattel ayant reçu des plaintes, une version mise à jour introduit un système de commandes dit « réaliste » ou le disque est utilisé comme un volant si le joueur se trouvait dans la voiture : ainsi, si la voiture roule vers le bas de l'écran et que le joueur souhaite la diriger vers la gauche de l'écran (donc tourner le volant vers la droite), il doit appuyer sur la droite du disque de commande,.
Les illustrations du packaging sont de Jerrol Richardson.

## Accueil
En 1981, Bill Kunkel et Frank Laney vantent les graphismes du jeu, similaires à ceux de Armor Battle, qui participent à faire de Auto Racing « un des meilleurs jeux vidéo du genre ». Les deux testeurs apprécient le choix de faire défiler le paysage autour du véhicule, au-lieu de présenter une vue statique de l'ensemble du circuit. Ce système permet selon eux de donner à Auto Racing un aspect « beaucoup plus réaliste », même s'il a l'inconvénient d'interrompre le jeu à deux joueurs dès qu'un coureur prend suffisamment d'avance sur son adversaire.

## Héritage
La rumeur fait état d'une suite améliorée, Super Pro Auto Racing, en projet chez INTV dans sa gamme de jeux sportifs Super Pro avant la disparition de la société. En 2022, Intelligentvision, un groupe spécialisé dans les jeux homebrews Intellivision, sort une version de ce qu'aurait pu être cette suite. Intitulé Ford vs Ferrari: Super Pro Auto Racing, il s'agit d'un hack du jeu original, ajoutant essentiellement la possibilité de sélectionner le circuit, le nombre de tours à effectuer (ou le score à atteindre en mode 2 joueurs) et améliorant la fluidité du jeu et le contrôle des véhicules.
Auto Racing est présent, émulé, dans la compilation Intellivision Lives! (en) sortie sur diverses plateformes.
Le 28 juillet 2010, Auto Racing est ajouté au service Game Room (en) de Microsoft, accessible sur Xbox 360 et PC.
Auto Racing fait partie des jeux intégrés dans la console Intellivision Flashback, sortie en 2014.
En mai 2022, la cartouche Intellivision Collection 2 porte douze titres de l'Intellivision, dont Auto Racing, sur les consoles Evercade.